# Compensazione delle dosi

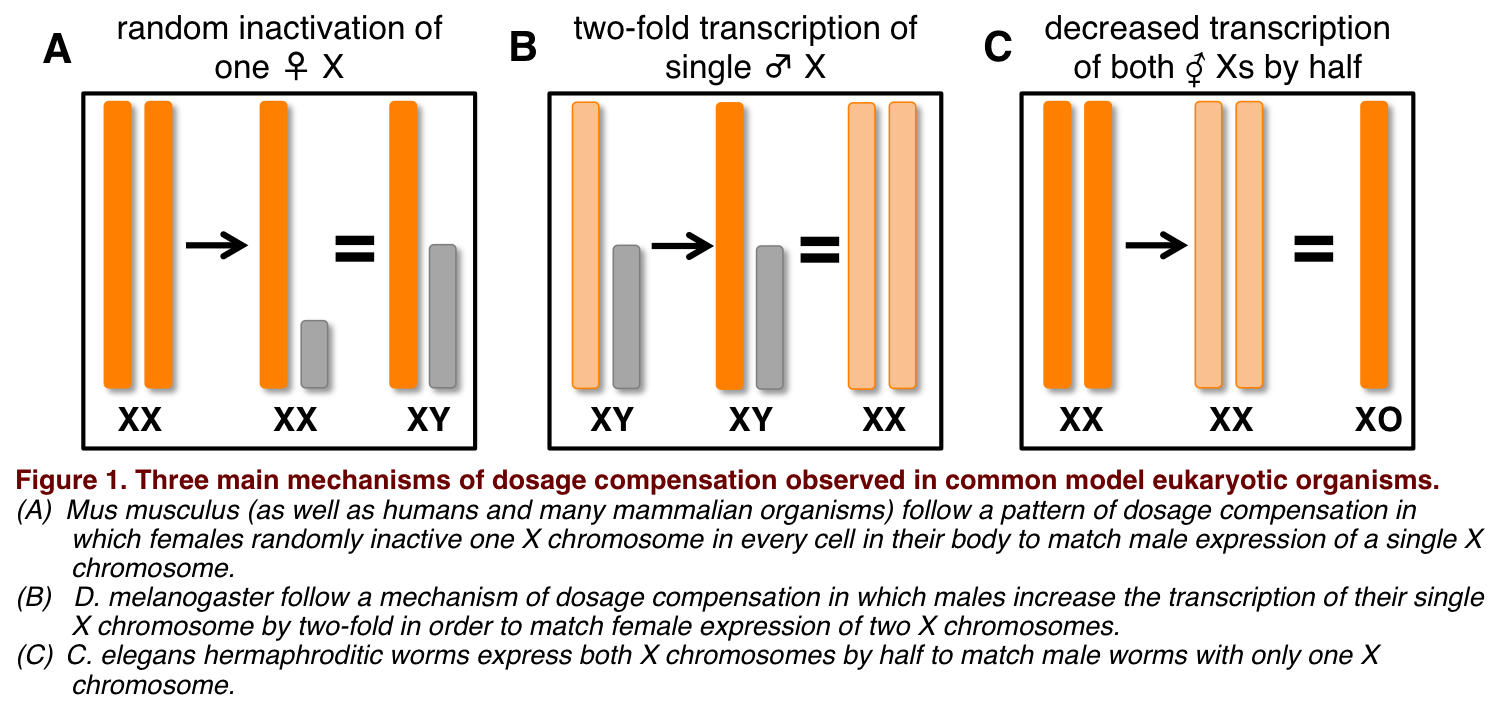
Schema dei tre principali meccanismi di compensazione delle dosi

In genetica, per compensazione delle dosi o compensazione del dosaggio genico si intende l'insieme di processi mediante i quali gli organismi uniformano l'espressione dei geni tra membri di sessi biologici diversi. Tra le varie specie, i diversi sessi sono spesso caratterizzati da tipi e numeri diversi di cromosomi sessuali. Per neutralizzare la grande differenza nel dosaggio genico prodotta dal diverso numero di cromosomi sessuali tra i sessi, diversi rami evolutivi hanno acquisito molteplici metodi per uniformare l'espressione genica tra i sessi. Poiché i cromosomi sessuali contengono un numero diverso di geni, le diverse specie di organismi hanno sviluppato vari meccanismi per far fronte a questa disuguaglianza. Replicare il gene vero e proprio è impossibile, quindi in realtà gli organismi cercano di uniformare l'espressione di ciascun gene. Ad esempio, negli esseri umani, le cellule femminili (XX) inattivano casualmente la trascrizione di un cromosoma X e trascrivono tutte le informazioni provenienti dall'altro cromosoma X espresso, pertanto le femmine umane hanno lo stesso numero di geni legati al cromosoma X (X-linked) espressi per cellula come i maschi umani (XY), così che entrambi i sessi abbiano essenzialmente un cromosoma X per cellula da cui trascrivere ed esprimere i geni.
Le diverse linee genetiche hanno sviluppato vari meccanismi per far fronte alle differenze nel numero di copie dei geni tra i sessi che vengono osservate sui cromosomi sessuali. Alcune linee genetiche hanno sviluppato un meccanismo epigenetico di compensazione che ripristina l'espressione di geni specifici X o Z nel sesso eterogeneo agli stessi livelli osservati nell'antenato prima dell'evoluzione del cromosoma sessuale, mentre altre uniformano l'espressione dei geni specifici X o Z tra i sessi, ma non ai livelli ancestrali, ovvero presentano una compensazione incompleta con bilanciamento del dosaggio. Un terzo tipo documentato di meccanismo di regolazione della dose genica è la compensazione incompleta senza equilibrio (talvolta definita compensazione delle dosi incompleta o parziale): in questo sistema l'espressione genica dei loci specifici del sesso è ridotta nel sesso eterogametico, cioè nelle femmine nei sistemi ZZ/ZW e nei maschi nei sistemi XX/XY.
Esistono tre principali meccanismi per ottenere la compensazione delle dosi, ampiamente documentati in letteratura e comuni alla maggior parte delle specie:
- l'inattivazione del cromosoma X, ovvero l'inattivazione casuale di un cromosoma X femminile (come osservato negli esseri umani e nei topi);
- l'aumento doppio della trascrizione di un singolo cromosoma X maschile (come osservato in Drosophila melanogaster);
- la riduzione della trascrizione a metà in entrambi i cromosomi X di un organismo ermafrodita (come osservato in Caenorhabditis elegans).

Vi sono inoltre anche altre forme meno comuni di compensazione delle dosi che non sono state ampiamente studiate e che talvolta sono specifiche di una sola specie (come osservato in alcune specie di uccelli e nei monotremi).